# Forță

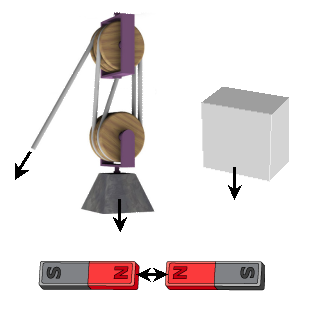
Forțele sunt adesea descrise ca trageri sau împingeri. Se pot datora unor fenomene diverse, cum ar fi gravitația, magnetismul, sau orice altceva care cauzează imprimarea de accelerație unei mase.

În fizică, o forță este o mărime fizică ce exprimă cantitativ o acțiune care imprimă unui obiect cu masă o modificare de viteză, de direcție sau de formă (aspect). Forța este o mărime vectorială care are atât modul (valoare scalară sau intensitate), cât și direcție.
Forțele care acționează asupra obiectelor tridimensionale le pot determina pe acestea să se și rotească sau să se deformeze, sau pot cauza o schimbare a presiunii. Tendința unei forțe de a cauza modificarea vitezei de rotație în jurul unei axe se numește moment. Deformarea și presiunea sunt rezultatele forțelor de întindere din cadrul unui obiect.
A doua lege a lui Newton stipulează că un obiect cu masă constantă va fi accelerat proporțional cu forța rezultantă care acționează asupra lui și invers proporțional cu masa sa. Echivalent, forța rezultantă ce acționează asupra unui obiect este egală cu viteza cu care i se modifică impulsul. Cu alte cuvinte, forța rezultantă care acționează la un moment dat asupra unui corp este derivata temporală a impulsului.
Din Antichitate, oamenii de știință au folosit conceptul de forță în studiul obiectelor staționare și în mișcare.

## Scurt istoric al conceptului
Studiul forțelor a progresat odată cu descrierile date de filozoful Arhimede în secolul al III-lea î.e.n., privind interacțiunea forțelor în mecanisme simple. Înainte de aceasta, descrierea forțelor de către Aristotel conținea unele greșeli și neînțelegeri fundamentale. În secolul al XVII-lea, Sir Isaac Newton a corectat aceste greșeli și a enunțat o teorie ce a rămas neschimbată timp de aproape trei sute de ani. La începutul secolului al XX-lea, Einstein, în teoria relativității generale, a prezis cu succes eșecul modelului lui Newton pentru gravitație, lansând conceptul de continuum spațiu-timp.
Teoria mai recentă cunoscută sub numele de Modelul Standard din fizica particulelor asociază forțe la nivelul mecanicii cuantice. Modelul Standard prezice că unele particule de schimb sunt mijlocul fundamental prin care sunt emise și absorbite forțele. Sunt cunoscute doar patru interacțiuni principale generatoare de forțe: tare, electromagnetică, slabă, și gravitatională. Observațiile din fizica particulelor de energii înalte, efectuate în anii 1970 și 1980 au confirmat că forțele slabe și cele electromagnetice sunt de fapt expresia aceleiași interacțiuni fundamentale.
În sistemul internațional, forța se măsoară în newtoni, dar alte sisteme de unități de măsură definesc și alte unități, dintre care multe sunt în strânsă legătură cu unitățile de măsură pentru masă.

## Concepte prenewtoniene

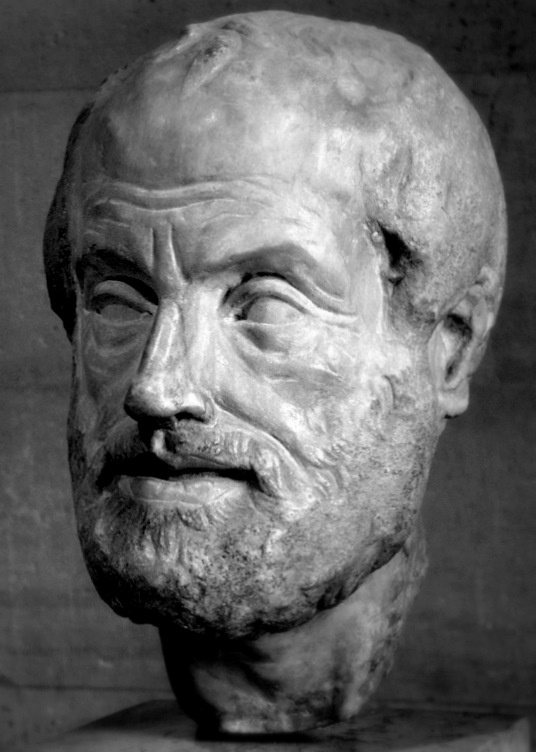
Aristotel a descris forțele ca fiind ceea ce determină un obiect să capete o „mișcare nenaturală”

Din antichitate, conceptul de forță a fost recunoscut ca făcând parte din funcționarea tuturor mecanismelor simple. Avantajul mecanic dat de un mecanism simplu permitea utilizarea unei forțe mici pentru a obține o forță mare la o distanță mare. Analiza caracteristicilor forțelor a culminat cu studiile lui Arhimede care a devenit celebru pentru formularea unor concepte legate de flotabilitatea în fluide.
Aristotel a furnizat o discuție filozofică despre conceptul de forță ca parte integrantă a cosmologiei aristoteliene. În viziunea lui Aristotel, lumea naturală avea patru elemente ce existau în anumite „stări naturale”. Aristotel credea că starea naturală a obiectelor cu masă pe Pământ, cum ar fi elementele apă și pământ, era cea de repaus pe pământ și că ele tindeau spre acea stare dacă erau lăsate libere. El făcea distincția între tendința intrinsecă a obiectelor de a-și găsi „locul natural” (adică tendința corpurilor grele de a cădea), ceea ce l-a condus la noțiunea de mișcare naturală, și mișcare nenaturală sau forțată, care necesita aplicarea unei forțe. Această teorie, bazată pe experiența cotidiană a mișcării obiectelor, cum ar fi aplicarea constantă a unei forțe pentru deplasarea unui car, avea probleme conceptuale în a explica comportamentul proiectilelor, cum ar fi săgețile. Forțele erau aplicate proiectilelor doar la începutul zborului, și în timp ce proiectilul se deplasa prin aer, nu acționa asupra lui nicio forță observabilă. Aristotel era conștient de această problemă și a propus ideea că aerul dislocat din calea proiectilului dădea forța necesară continuării mișcării acestuia. Această explicație implică faptul că aerul este necesar pentru deplasarea proiectilelor și că, de exemplu, în vid, niciun proiectil nu se mai mișcă după ce a fost propulsat inițial. Altă problemă cu această explicație este și că aerul opune rezistență mișcării proiectilelor.
Aceste neajunsuri nu au fost complet explicate și corectate până în secolul al XVII-lea, la Galileo Galilei, care a fost influențat de ideea medievală târzie că obiectele aflate în mișcare forțată ar transporta o forță intrinsecă. Galileo a construit un experiment în care pietre și ghiulele erau rostogolite pe un plan înclinat, pentru a contrazice teoria aristoteliană a mișcării. El a arătat că corpurile sunt accelerate de gravitație independent de masa lor și a susținut că obiectele își păstrează viteza dacă nu se acționează asupra lor cu o forță, de exemplu cu forța de frecare.

## Mecanica newtoniană
Sir Issac Newton a căutat să descrie mișcarea tuturor obiectelor folosind conceptele de inerție și forță, și a găsit că ele se supun unor legi de conservare. În 1687, Newton și-a publicat lucrarea Philosophiae Naturalis Principia Mathematica(Principiile matematice ale filozofiei naturale). În această lucrare, Newton a enunțat trei legi ale mișcării, legi care până astăzi sunt folosite pentru a descrie acțiunea forțelor. Definiția generală a forței poate fi găsită în legea a doua a lui Newton și este egală cu viteza de modificare a impulsului:
{\displaystyle {\vec {F}}={\frac {\mathrm {d} {\vec {p}}}{\mathrm {d} t}}}.

### Prima lege a lui Newton
Prima lege a mișcării a lui Newton afirmă că obiectele continuă să se deplaseze cu viteză constantă dacă nu se acționează asupra lor cu o forță externă rezultantă nenulă. Această lege este o extensie a observațiilor lui Galilei că viteza constantă este asociată cu lipsa unei forțe rezultante. Newton a avansat ideea că orice obiect cu masă are o inerție intrinsecă care se manifestă ca stare naturală de echilibru fundamental în locul ideii aristoteliene a stării naturale de repaus. Prima lege contrazice astfel concepția aristoteliană intuitivă că o forță rezultantă este necesară pentru a păstra un obiect în mișcare cu viteză constantă. Făcând din repaus același lucru cu viteza constantă, prima lege Newton leagă în mod direct inerția cu conceptul de viteză relativă. Anume, în sisteme în care obiectele se deplasează cu viteze diferite, este imposibil de determinat care obiect este „în mișcare” și care este „în repaus”. Cu alte cuvinte, într-un limbaj mai tehnic, legile fizicii sunt aceleași în orice sistem de referință inerțial, adică în toate sistemele de referință legate între ele de o transformare galileană.
De exemplu, la deplasarea într-un vehicul cu viteză constantă, legile fizicii nu sunt altele decât în repaus. Cineva poate arunca un obiect direct în sus și îl poate prinde când cade fără să-și facă griji despre aplicarea unei forțe pe direcția de deplasare a vehiculului. Aceasta este adevărată, chiar dacă altcineva care observă vehiculul în mișcare consideră traiectoria obiectului aruncat ca fiind o curbă parabolică pe direcția de deplasare a vehiculului. Inerția obiectului asociată cu viteza sa constantă pe direcția de deplasare a vehiculului asigură că obiectul continuă să se deplaseze chiar dacă este aruncat în sus și cade înapoi. Din perspectiva cuiva din vehicul, acesta, împreună cu tot ce e în el, este în repaus, și lumea exterioară este cea care se mișcă cu o viteză constantă în sens opus. Deoarece nu există niciun experiment care să facă deosebire între cazul când vehiculul e în repaus și cel când lumea exterioară e în repaus, cele două situații sunt considerate identice din punct de vedere fizic. Inerția se aplică deci în mod egal mișcării cu viteză constantă și repausului.
Conceptul de inerție poate fi generalizat pentru a explica tendința obiectelor de a persista în diferite forme de mișcare constantă, chiar și cele care nu sunt cu viteză constantă. Inerția de rotație a Pământului este cea care fixează constanța duratei zilei și cea a anului. Albert Einstein a extins principiul inerției și mai departe, explicând că sistemele de referință supuse accelerației cu viteză constantă, cum ar fi cele în cădere liberă spre un obiect masiv, sunt echivalente fizic cu sistemele de referință inerțiale. De aceea, de exemplu, astronauții sunt în imponderabilitate pe orbită de cădere liberă în jurul Pământului, și de aceea legile lui Newton se observă mai bine în astfel de situații. Dacă un astronaut pune un obiect cu masă în aer lângă el, acesta rămâne în repaus în raport cu astronautul datorită inerției. Același lucru se întâmplă și dacă astronautul și obiectul sunt în spațiul intergalactic fără ca vreo forță să acționeze asupra sistemului lor de referință. Acest principiu de echivalență a fost una din importantele fundamente ale dezvoltării teoriei relativității generale.

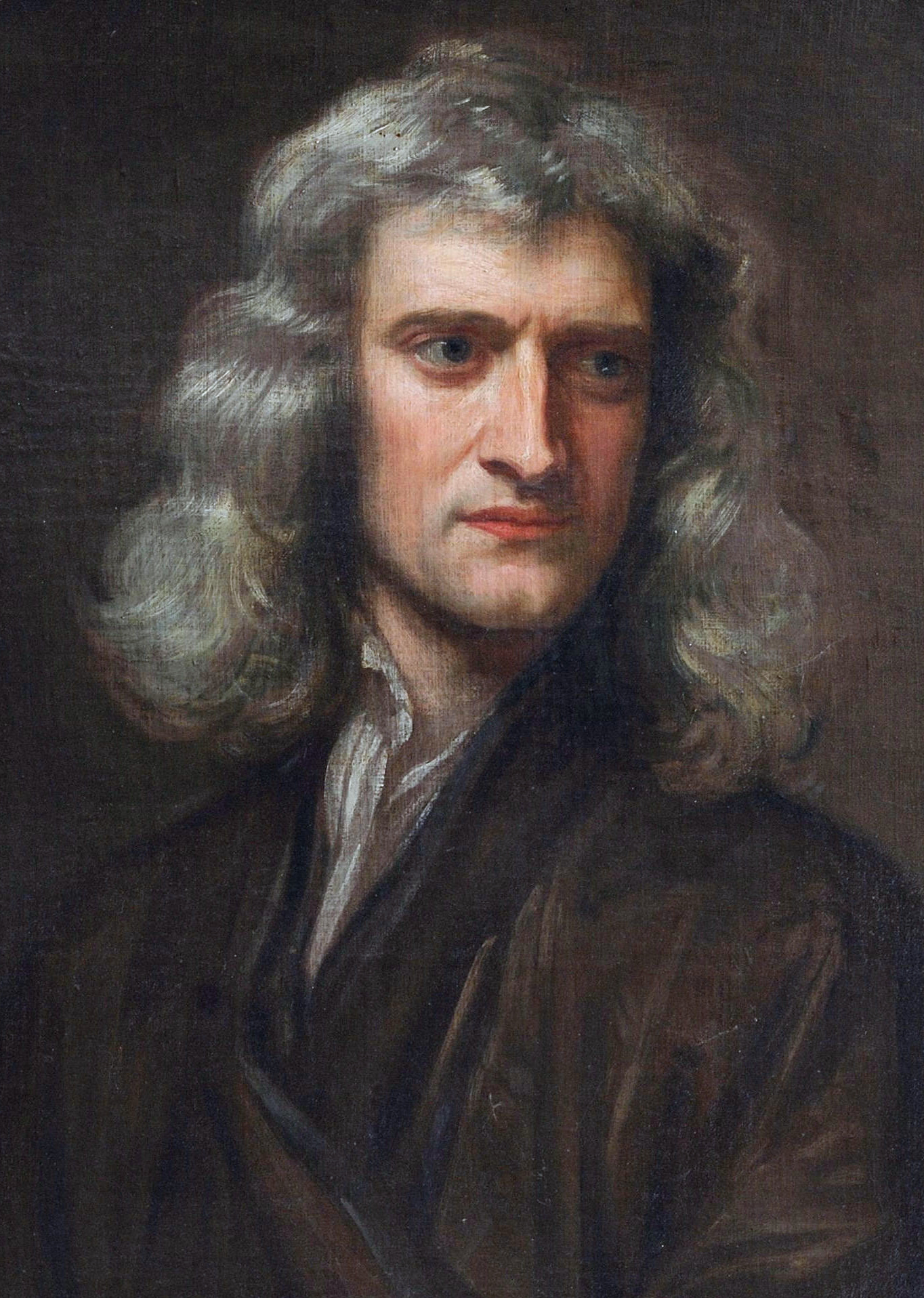
Deși cea mai celebră ecuație a lui Isaac Newtoneste
, el a scris de fapt o formă diferită a celei de-a doua legi a mișcării, formă ce nu folosea calculul diferențial.

### A doua lege a lui Newton
O formulare modernă a celei de-a doua legi a lui Newton este o ecuație diferențială vectorială:
{\displaystyle {\vec {F}}={\frac {\mathrm {d} {\vec {p}}}{\mathrm {d} t}},}
unde {\displaystyle \scriptstyle {\vec {p}}} este impulsul sistemului, iar {\displaystyle \scriptstyle {\vec {F}}} este forța totală. La echilibru, forța rezultantă este zero prin definiție, dar forțele pot fi totuși prezente (și pot avea ca efect modificări egale și de sens contrar ale impulsului). Legea a doua afirmă că o forță neechilibrată ce acționează asupra unui obiect va avea ca rezultat modificarea în timp a impulsului.
Impulsul este, prin definiție, 
{\displaystyle {\vec {F}}={\frac {\mathrm {d} {\vec {p}}}{\mathrm {d} t}}={\frac {\mathrm {d} \left(m{\vec {v}}\right)}{\mathrm {d} t}},}
unde m este masa și {\displaystyle \scriptstyle {\vec {v}}} este viteza. În cazul în care masa este constantă, ea poate ieși de sub derivata timpului:
{\displaystyle {\vec {F}}={\frac {\mathrm {d} \left(m{\vec {v}}\right)}{\mathrm {d} t}}=m{\frac {\mathrm {d} {\vec {v}}}{\mathrm {d} t}}}.
de unde rezultă formula algebrică a celei de-a doua legi a lui Newton:

{\displaystyle {\vec {F}}=m{\vec {a}}.}
Newton însă nu a enunțat niciodată în mod explicit formula în forma ei finală de mai sus.
A doua lege a lui Newton afirmă că forța este proporțională cu masa și accelerația. Accelerația se poate defini prin măsurători cinematice. Deși cinematica este bine descrisă prin analiza sistemelor de referință în fizica avansată, rămân întrebări profunde, cum ar fi definiția corectă a masei. Relativitatea generală oferă o echivalență între spațiu-timp și masă, dar îi lipsește o teorie coerentă a gravitației cuantice, și nu este clar cum și dacă această legătură mai este relevantă la scară microscopică. Cu unele justificări, a doua lege a lui Newton poate fi luată ca definiție cantitativă a masei, scriind legea ca o egalitate; unitățile relative de forță și masă sunt, în acest caz, fixe.
Utilizarea celei de-a doua legi a lui Newton ca definiție a forței a fost criticată în unele lucrări riguroase,
deoarece este, în esență, un truism matematic. Egalitatea dintre ideea abstractă de „forță” și ideea abstractă de „modificare a vectorului impuls” nu are, finalmente, nicio semnificație observațională, deoarece nu se poate defini una fără cealaltă. O definiție a noțiunilor de „forță” sau de „modificare a impulsului” trebuie să facă apel la o înțelegere intuitivă a percepțiilor directe, sau să se definească implicit printr-un set de formule matematice consistente între ele. Printre cei mai importanți fizicieni, filozofi și matematicieni care au căutat o definiție mai explicită a conceptului de „forță” se numără Ernst Mach, Clifford Truesdell și Walter Noll.
A doua lege a lui Newton se poate utiliza pentru a măsura intensitatea unei forțe. De exemplu, știind masele planetelor și accelerațiile orbitelor lor, oamenii de știință pot calcula forțele gravitaționale de pe acele planete.

### A treia lege a lui Newton
A treia lege a lui Newton rezultă din aplicarea simetriei în situațiile în care forțele pot fi atribuite prezenței unor obiecte. Pentru orice două obiecte (1 și 2), a treia lege a lui Newton afirmă că orice forță aplicată obiectului 1 datorită acțiunii obiectului 2 este automat însoțită de o forță aplicată obiectului 2 și datorată acțiunii obiectului 1.
{\displaystyle {\vec {F}}_{1,2}=-{\vec {F}}_{2,1}.}
Această lege înseamnă că forțele apar întotdeauna în perechi acțiune-reacțiune. Dacă obiectul 1 și obiectul 2 sunt considerate a fi parte a aceluiași sistem, forța rezultantă asupra sistemului, datorată interacțiunii dintre obiectele 1 și 2 este zero deoarece
{\displaystyle {\vec {F}}_{1,2}+{\vec {F}}_{\mathrm {2,1} }=0}.
{\displaystyle {\vec {F}}_{net}=0}
Aceasta înseamnă că într-un sistem închis de particule, nu există forțe interne neechilibrate. Adică perechile acțiune-reacțiune corespunzătoare forțelor ce acționează între oricare două obiecte dintr-un sistem închis nu determină o accelerare a centrului de masă al sistemului. Obiectele componente accelerează doar unul în raport cu celălalt, sistemul însuși rămâne neaccelerat. Alternativ, dacă o forță externă acționează asupra sistemului, atunci centrul său de masă va fi accelerat proporțional cu modulul forței externe împărțită la masa sistemului.
Combinând a doua și a treia lege a lui Newton, se poate arăta că impulsul unui sistem se conservă. Folosind
{\displaystyle {\vec {F}}_{1,2}={\frac {\mathrm {d} {\vec {p}}_{1,2}}{\mathrm {d} t}}=-{\vec {F}}_{2,1}=-{\frac {\mathrm {d} {\vec {p}}_{2,1}}{\mathrm {d} t}}}
și integrând în raport cu timpul, se obține ecuația:
{\displaystyle \Delta {{\vec {p}}_{1,2}}=-\Delta {{\vec {p}}_{2,1}}}
Pentru un sistem ce include obiectele 1 și 2,
{\displaystyle \sum {\Delta {\vec {p}}}=\Delta {{\vec {p}}_{1,2}}+\Delta {{\vec {p}}_{2,1}}=0}
ceea ce înseamnă conservarea impulsului. Cu argumente similare, aceasta se poate generaliza la un sistem cu un număr arbitrar de particule. Aceasta arată că schimbul de impuls între obiectele componente nu afectează impulsul total al unui sistem. În general, atâta timp cât forțele sunt cauzate de interacțiuni între obiecte cu masă, se poate defini un sistem pentru care impulsul total nu se pierde și nu se acumulează niciodată.

## Descrieri

Diagrame de corp liber ale unui obiect pe o suprafață orizontală și pe un plan înclinat. Forțele sunt compuse pentru a determina rezultanta.

Deoarece forțele sunt percepute ca împingeri sau trageri, ele pot furniza o înțelegere intuitivă a forțelor descrise. Ca și în cazul altor concepte din fizică (cum ar fi temperatura), înțelegerea intuitivă a forțelor este cuantificată folosind definiții operaționale precise, consistente cu observațiile directe și comparate cu o scară de măsurare standard. Prin experimentare, se determină că măsurătorile de laborator asupra forțelor sunt complet consistente cu definiția conceptuală oferită de mecanica newtoniană.
Forțele acționează într-o anume direcție și sens și au un modul dependent de cât de puternică este împingerea sau tragerea. Din cauza acestor caracteristici, forțele se clasifică drept mărimi vectoriale. Aceasta înseamnă că forțele respectă un set diferit de reguli matematice decât mărimile fizice care nu au direcție (denumite mărimi scalare). De exemplu, când se determină ce se întâmplă când două forțe acționează asupra aceluiași obiect, este nevoie să se știe atât modulul, cât și direcția ambelor forțe pentru a calcula rezultanta. Dacă nu se știu ambele informații pentru toate forțele, situația este ambiguă. De exemplu, dacă se știe cât de tare trag doi oameni de aceeași frânghie, dar nu se știe în ce direcție trage fiecare, este imposibil să se determine care va fi accelerația frânghiei. Cei doi oameni ar putea trage în sensuri contrare sau în același sens. În acest exemplu unidimensional simplu, dacă nu se știe direcția forțelor, nu se poate decide dacă rezultanta se calculează prin adunarea celor două sau prin scăderea lor. Reprezentarea forțelor prin vectori evită aceste probleme.
La început, forțele au fost investigate cantitativ în condiții de echilibru static, în care mai multe forțe se anulau reciproc. Astfel de experimente demonstrează proprietatea esențială că forțele sunt mărimi vectoriale aditive: ele au modul și direcție. Când două forțe acționează asupra unui obiect, rezultanta se poate determina folosind regula paralelogramului pentru adunarea vectorială: adunarea a doi vectori reprezentați ca laturile unui paralelogram dă un vector rezultant egal în modul și direcție cu diagonala paralelogramului. Modulul rezultantei variază de la diferența modulelor celor două forțe la suma acestora, în funcție de unghiul dintre liniile lor.
Diagramele de corp liber se folosesc pentru a analiza forțele ce acționează asupra unui sistem. Ideal, aceste diagrame se desenează cu modulele și unghiurile vectorilor forță păstrate astfel încât să se poată face adunarea grafică a vectorilor pentru a determina rezultanta.
Pe lângă adunare, forțele pot fi și descompuse în componente independente, în unghi drept unele față de altele. O forță orizontală îndreptată spre nord-est poate fi descompusă în două forțe, una îndreptată spre nord, și alta spre est. Adunând vectorial aceste forțe componente rezultă forța inițială. Descompunerea vectorilor după o bază este adesea o metodă matematică de a descrie forțele, mai curată decât prin modul și direcție. Aceasta deoarece, pentru componentele ortogonale, componentele sumei vectoriale sunt unic determinate de adunarea scalară a componentelor vectorilor individuali. Componentele ortogonale sunt independente una de alta; forțele acționează la nouăzeci de grade și nu se influențează reciproc. Alegerea unei baze ortogonale este adesea efectuată luând în considerare baza care ar face calculele mai convenabile. Este de dorit alegerea unei baze cu un vector pe direcția uneia dintre forțe, deoarece acea forță va avea atunci o singură componentă nenulă. Vectorii forță pot fi și tridimensionali, a treia componentă fiind în unghi drept cu celelalte două.

### Echilibre
Echilibrul apare atunci când forța rezultantă ce acționează asupra unui obiect este zero (adică suma vectorială a tuturor forțelor este zero). Există două feluri de echilibru: echilibru static și echilibru dinamic.

#### Echilibrul static
Echilibrul static a fost înțeles înainte de inventarea mecanicii clasice. Obiectele în repaus au forță totală acționând asupra lor egală cu zero.
Cel mai simplu caz de echilibru static are loc atunci când două forțe sunt egale în modul dar de sens contrar. De exemplu, un obiect pe o suprafață orizontală este tras (atras) către centrul Pământului de greutate. În același timp, forțele de la suprafață opun rezistență forței îndreptată în jos printr-o forță egală, îndreptată în sus (denumită forța normală). Situația este una în care forța totală este zero și nu există accelerație.
Împingerea unui obiect pe o suprafață cu frecări poate avea ca efect o situație în care obiectul nu se mișcă deoarece forței aplicate i se opune frecarea statică, generată între obiect și suprafața pe care stă. Pentru o situație fără mișcare, forța de frecare statică echilibrează exact forța aplicată, având ca rezultat absența accelerației. Frecarea statică crește sau scade ca răspuns la forța aplicată, până la o limită superioară determinată de caracteristicile contactului între suprafață și obiect.
Un echilibru static între două forțe este cea mai obișnuită modalitate de a măsura forțele, folosind dispozitive simple, cum ar fi cântarele și balanțele cu resort. De exemplu, un obiect suspendat pe un cântar cu resort vertical este atras de greutatea care acționează asupra lui, echilibrată de o forță aplicată de forța de reacție din resort, egală cu greutatea obiectului. Cu astfel de unelte, s-au descoperit unele legi cantitative ale forțelor: aceea că forța gravitațională este proporțională cu volumul pentru obiecte cu densitate constantă (fapt exploatat multă vreme pentru definirea greutăților standard); principiul lui Arhimede pentru flotabilitate; analiza lui Arhimede privind pârghiile; legea lui Boyle pentru presiunea gazelor; legea lui Hooke pentru resorturi. Acestea au fost formulate și verificate experimental înainte ca Isaac Newton să enunțe cele trei legi ale mișcării.

#### Echilibrul dinamic

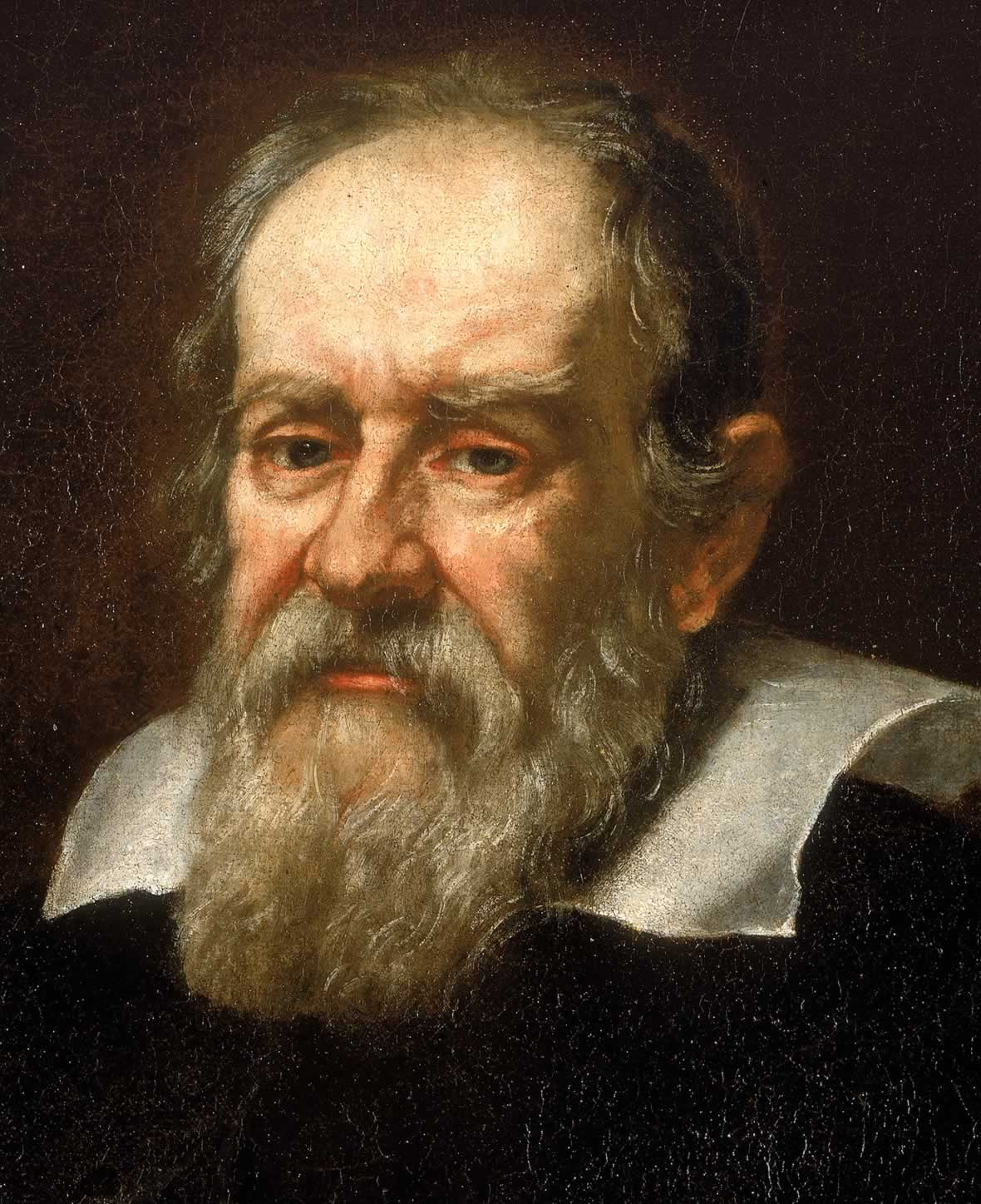
Galileo Galilei a fost primul care a arătat contradicțiile inerente din descrierea forțelor făcută de Aristotel.

Echilibrul dinamic a fost descris pentru prima oară de Galilei, care a observat că anumite presupuneri ale fizicii aristoteliene sunt contrazise de observații și de logică. Galilei și-a dat seama că simpla adunare a vitezelor impune inexistența unui sistem de referința absolut. Galilei a concluzionat că mișcarea cu viteză constantă era perfect echivalentă cu repausul. Aceasta contrazicea noțiunea lui Aristotel de stare naturală de repaus la care tind obiectele cu masă. Experimente simple au arătat că înțelegerea de către Galilei a echivalenței repausului cu viteza constantă este corectă. De exemplu, dacă un marinar ar scăpa o ghiulea din vârful catargului unei corăbii care se deplasează cu viteză constantă, fizica aristoteliană ar crede că ghiuleaua cade direct în jos, în timp ce corabia se deplasează sub ea. Astfel, într-un univers aristotelian, ghiuleaua ar cădea în urma bazei catargului unei corăbii în mișcare. Dar, când acest experiment este efectiv efectuat, ghiuleaua cade întotdeauna chiar la baza catargului, ca și cum ar fi știut că se deplasează cu corabia în timp ce era în cădere, separată de aceasta. Deoarece nu există nicio forță orizontală aplicată ghiulelei în timpul căderii, singura concluzie rămasă este aceea că ghiuleaua continuă să se miște cu aceeași viteză ca și corabia în timp ce cade. Astfel, nu este necesară nicio forță pentru a ține  ghiuleaua în mișcare cu viteză constantă înainte.
Mai mult, orice obiect ce se deplasează cu viteză constantă trebuie să aibă rezultanta forțelor ce acționează asupra lui egală cu zero. Aceasta este definiția echilibrului dinamic: când toate forțele ce acționează asupra unui obiect se anulează reciproc dar obiectul continuă să se deplaseze cu viteză constantă.
Un caz simplu de echilibru dinamic are loc în cazul mișcării cu viteză constantă pe o suprafață cu frecare cinetică. Într-o astfel de situație, este aplicată o forță în direcția mișcării, în timp ce frecarea cinetică se opune și este exact egală cu forța aplicată. Aceasta dă o rezultantă egală cu zero, dar, deoarece obiectul a pornit cu viteză nenulă, el continuă să se miște cu viteză nenulă. Aristotel a interpretat greșit această mișcare ca fiind cauzată de forța aplicată. Totuși, când se ia în considerare frecarea cinetică, este clar că nu există nicio forță rezultantă ce determină mișcarea cu viteză constantă.

### Diagramele Feynman

Diagramă Feynman a transformării unui neutron într-un proton. Bosonul W trece între două puncte de intersecție ce reprezintă o respingere

În fizica particulelor modernă, forțele și accelerația particulelor sunt explicate ca schimb de particule purtătoare de impuls. Cu dezvoltarea teoriei cuantice de câmp și a relativității generale, s-a conștientizat că forța este un concept redundant ce rezultă din conservarea impulsului (4-impulsul relativist și impulsul particulelor virtuale din electrodinamica cuantică). Conservarea impulsului, din teorema lui Noether, poate fi calculat direct din simetria spațiului și este, de regulă, considerat mai fundamental decât conceptul de forță. Astfel, forțele fundamentale sunt denumite mai exact interacțiuni fundamentale. Când particula A emite sau absoarbe particula B, o forță accelerează particula A ca răspuns la impulsul particulei B, conservând astfel impulsul sistemului. Această descriere se aplică tuturor forțelor ce reies din interacțiunile fundamentale. Deși este nevoie de descrieri matematice complexe pentru a prezice, în detaliu, natura unor astfel de interacțiuni, există o cale simplă de a le descrie prin utilizarea diagramelor Feynman. Într-o diagramă Feynman, fiecare particulă materială este reprezentată ca linie dreaptă ce se deplasează prin timp, care de regulă crește către dreapta. Particulele de materie și antimaterie sunt identice, cu excepția direcției de propagare a lor prin diagrama Feynman. Liniile de univers ale particulelor se întâlnesc în punctele de intersecție, iar diagrama reprezintă orice forță ce apare dintr-o interacțiune ca având loc în acel punct cu o schimbare instantanee de direcție a liniilor de univers ale particulei. Particulele purtătoare sunt emise din punctul de intersecție ca linii ondulate (similare undelor) și, în cazul schimbului de particule virtuale, sunt absorbite de un punct de intersecție adiacent.
Utilitatea diagramelor Feynman este aceea că celelalte tipuri de fenomene fizice ce fac parte din ansamblul general al interacțiunilor fundamentale, dar sunt conceptual diferite de forțe, pot fi descrise pe baza acelorași reguli. De exemplu, o diagramă Feynman poate descrie pe scurt cum un neutron se dezintegrează, rezultând un electron, un proton, și un neutrino, interacțiune mijlocită de aceeași particulă purtătoare responsabilă pentru forța nucleară slabă.

### Relativitatea restrânsă
În teoria relativității restrânse, masa și energia sunt echivalente (după cum se vede calculând lucrul mecanic necesar pentru a accelera un obiect). Când viteza unui obiect crește, crește și energia sa, și deci crește masa echivalentă (inerția). Astfel, este nevoie de mai multă forță pentru a-l accelera, decât la viteze mai mici. Legea a doua a lui Newton
{\displaystyle {\vec {F}}=\mathrm {d} {\vec {p}}/\mathrm {d} t}
rămâne valabilă, deoarece este o definiție matematică. Dar pentru a fi păstrată în această formă, impulsul relativist trebuie redefinit ca:
{\displaystyle {\vec {p}}={\frac {m{\vec {v}}}{\sqrt {1-v^{2}/c^{2}}}}}
unde
{\displaystyle v} este viteza și
{\displaystyle c} este viteza luminii.
Expresia relativistă ce leagă forța de accelerație pentru o particulă cu masă de repaus nenulă {\displaystyle m\,} care se deplasează în direcția axei the {\displaystyle x\,} este:
{\displaystyle F_{x}=\gamma ^{3}ma_{x}\,}
{\displaystyle F_{y}=\gamma ma_{y}\,}
{\displaystyle F_{z}=\gamma ma_{z}\,}
unde factorul Lorentz
{\displaystyle \gamma ={\frac {1}{\sqrt {1-v^{2}/c^{2}}}}}
Aici, o forță constantă nu mai produce o accelerație constantă, ci o accelerație în scădere, pe măsură ce obiectul se apropie de viteza luminii. {\displaystyle \gamma } este nedefinită pentru un obiect cu masă de repaus nenulă ce se mișcă cu viteza luminii, iar teoria nu oferă nicio predicție la acea viteză.
Se poate restaura și forma clasică
{\displaystyle F^{\mu }=mA^{\mu }\,}
în teoria relativității cu ajutorul cuadrivectorilor. Această relație este corectă în teoria relativității când {\displaystyle F^{\mu }} este cuadriforță, m este masa invariantă, iar {\displaystyle A^{\mu }} este cuadriaccelerație.

## Modele fundamentale
Toate forțele din univers se bazează pe patru forțe fundamentale. Forțele tare și slabă acționează doar pe distanțe foarte scurte, și sunt cele care țin anumiți nucleoni și anumite nuclee împreună. Forța electromagnetică acționează între sarcini electrice și forța gravitațională acționează între mase. Toate celelalte forțe se bazează pe existența celor patru interacțiuni fundamentale. De exemplu, frecarea este o manifestare a forței electromagnetice ce acționează între doi atomi de pe două suprafețe, și principiului de excluziune al lui Pauli, care nu permite atomilor să treacă unii prin ceilalți. Forțele din resorturi, modelate de legea lui Hooke, sunt și ele rezultatul forțelor electromagnetice și ale principiului de excluziune care acționează împreună, aducând obiectul la poziția sa de echilibru. Forțele centrifuge sunt de fapt manifestări ale accelerației unui sistem de referință în rotație.
Dezvoltarea teoriilor fundamentale ale forțelor a mers pe linia unificării ideilor separate. De exemplu, Isaac Newton a unificat forța răspunzătoare pentru căderea obiectelor la suprafața Pământului cu forța răspunzătoare pentru orbitele corpurilor cerești, dezvoltând teoria gravitației universale. Michael Faraday și James Clerk Maxwell au demonstrat că forțele electrice și cele magnetice sunt una și aceeași, prin dezvoltarea unei teorii consistente a electromagnetismului. În secolul al XX-lea, dezvoltarea mecanicii cuantice a dus la o înțelegere modernă a faptului că primele trei forțe fundamentale (toate cu excepția gravitației) sunt manifestări ale materiei (fermioni) ce interacționează prin schimbul de particule virtuale purtătoare de interacțiuni.
Acest model standard din fizica particulelor arată similitudini între forțe și au determinat oamenii de știință să prezică unificarea forțelor slabă și electromagnetică în teoria electro-slabă, confirmată ulterior prin observații. Formularea completă a modelului standard prezice existența unui mecanism Higgs, încă neobservat, dar observațiile oscilațiilor neutrinilor indică faptul că modelul standard este incomplet. O teorie unificată care să permită combinarea interacțiunii electroslabe cu forța tare este considerată o posibilitate, teorii candidat fiind supersimetria propusă pentru a trata unele din problemele nerezolvate din fizică. Fizicienii încă mai încearcă să dezvolte modele unificatoare consistente care să combină toate cele patru interacțiuni fundamentale. Einstein a încercat aceasta și nu a reușit, dar, la începutul secolului al XXI-lea, cea mai populară abordare a acestei chestiuni este teoria coardelor.

### Gravitația

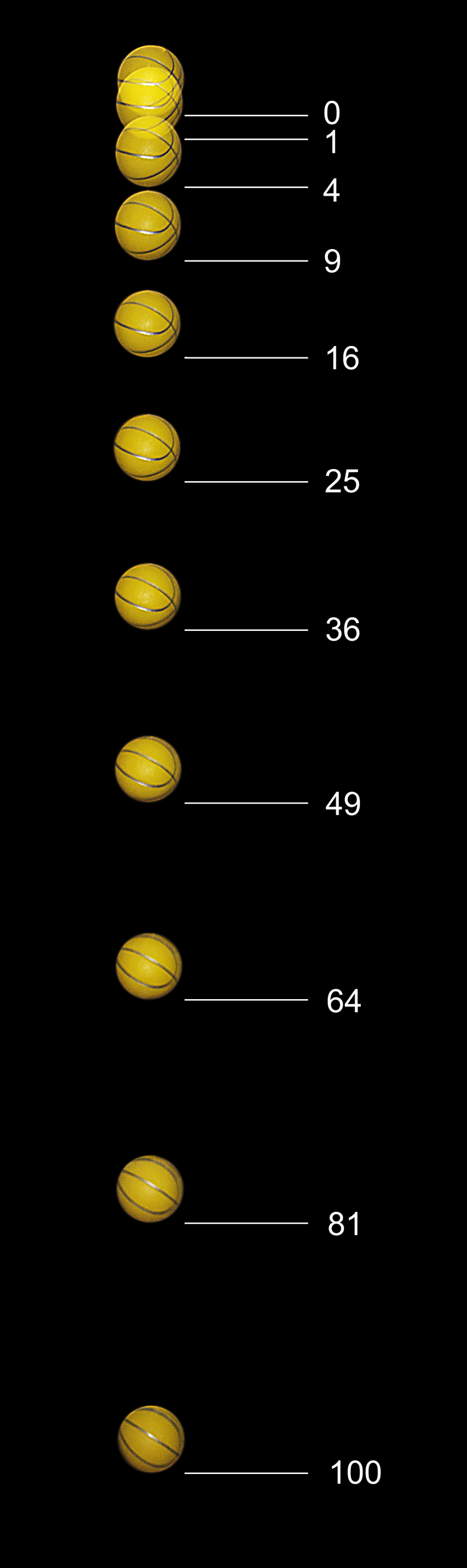
Un obiect inițial staționar care este lăsat să cadă liber într-un câmp gravitațional cade pe o distanță proporțională cu pătratul duratei de timp a căderii. Imagine compusă din 20 de declanșări pe secundă. în primele 5 sutimi de secundă, mingea cade o unitate de distanță (aici, o unitate este egală cu aproximativ); până la sutimea 10, ea a căzut patru unități; până la a 15-a sutime, 9 unități și așa mai departe.

Gravitația nu a fost identificată ca forță universală până la Isaac Newton. Înainte de Newton, tendința obiectelor de a cădea spre Pământ nu era considerată în legătură cu mișcarea corpurilor cerești. Galilei a descris caracteristicile obiectelor în cădere prin determinarea că accelerația fiecărui obiect în cădere liberă este constantă și independentă de masa obiectului. Astăzi, această accelerație gravitațională îndreptată spre suprafața Pământului este denumită de regulă {\displaystyle {\vec {g}}} și are un modul de aproximativ 9,81 metri pe secundă la pătrat (această măsurătoare este efectuată la nivelul mării și depinde de latitudine), și este îndreptată spre centrul Pământului. Această observație are semnificația că forța de greutate ce acționează asupra unui obiect de la suprafața Pământului este direct proporțională cu masa obiectului. Astfel, un obiect ce are o masă {\displaystyle m} este atras cu forța:
{\displaystyle {\vec {F}}=m{\vec {g}}}
În cădere liberă, acestei forțe nu i se opune nimic și deci rezultanta forțelor ce acționează asupra corpului este chiar greutatea lui. Pentru obiectele ce nu sunt în cădere liberă, greutății i se opun reacțiunile din partea suportului corpului. De exemplu, rezultanta forțelor ce acționează asupra unei persoane care stă pe pământ este zero, deoarece greutatea sa este echilibrată de o forță normală exercitată de sol.
Contribuția lui Newton la teoria gravitației a fost unificarea mișcărilor corpurilor cerești, despre care Aristotel presupunea că sunt într-o stare de mișcare constantă, căderea fiind observată doar pe Pământ. Newton a propus o lege a gravitației care ar fi explicat și mișcările corpurilor cerești, mișcări descrise anterior cu ajutorul legilor lui Kepler.
Newton a ajuns să realizeze că efectele gravitației pot fi observate în maniere diferite la distanțe mai mari. În particular, Newton a determinat că accelerația Lunii în jurul Pământului poate fi pusă pe seama aceleiași forțe gravitaționale dacă gravitația ar scădea cu o lege invers pătratică. Apoi, Newton a realizat că accelerația cauzată de gravitație este proporțională cu masa corpului atras. Combinarea acestor idei dă formula ce leagă masa ({\displaystyle M_{\oplus }}) și raza ({\displaystyle R_{\oplus }}) Pământului de accelerația gravitațională:
{\displaystyle {\vec {g}}=-{\frac {GM_{\oplus }}{{R_{\oplus }}^{2}}}{\hat {r}}}
unde direcția vectorului este dată de {\displaystyle {\hat {r}}}, versorul îndreptat în sens opus centrului Pământului.
În această ecuație, constanta dimensională {\displaystyle G} este utilizată pentru a descrie forța relativă a gravitației. Această constantă a devenit cunoscută sub numele de constanta gravitațională. Valoarea ei nu era cunoscută pe vremea lui Newton. Abia în 1798, Henry Cavendish a reușit să facă prima măsurare a lui {\displaystyle G} cu ajutorul unei balanțe de torsiune; În presa vremii, aceasta a fost considerată o măsurare a masei Pământului, deoarece aflarea unei valori a lui {\displaystyle G} permitea rezolvarea ecuației și obținerea masei Pământului prin calcul. Newton, însă, a realizat că deoarece toate corpurile cerești respectă aceleași legi de mișcare, legea gravitației enunțată de el trebuie să fie universală. Pe scurt, legea gravitației a lui Newton afirmă că forța ce acționează asupra unui obiect sferic de masă {\displaystyle m_{1}} din cauza atracției gravitaționale din partea masei {\displaystyle m_{2}} este
{\displaystyle {\vec {F}}=-{\frac {Gm_{1}m_{2}}{r^{2}}}{\hat {r}}=-{\frac {Gm_{1}m_{2}}{r^{3}}}{\vec {r}}}
unde {\displaystyle r} este distanța dintre centrele de masă ale celor două obiecte și {\displaystyle \scriptstyle {\hat {r}}={\frac {\vec {r}}{r}}} este versorul cu punctul de aplicație în centrul primului obiect și îndreptat spre centrul celui de-al doilea.
Această formulă a fost destul de puternică pentru a deveni baza tuturor descrierilor ulterioare ale mișcării în sistemul solar până în secolul al XX-lea. În acest timp, s-au inventat metode sofisticate de analiză a perturbărilor pentru a calcula deviațiile de la orbită cauzate de influența mai multor corpuri asupra unei planete, unui satelit, unei comete, sau unui asteroid. Formalismul a fost suficient de exact pentru a permite matematicienilor să prezică existența planetei Neptun înainte ca ea să fie observată.
Doar orbita planetei Mercur părea să nu fie complet explicată de legea lui Newton. Unii astrofizicieni preziceau existența unei alte planete, denumită Vulcan, care să explice discrepanțele; o astfel de planetă nu a putut fi însă găsită. Când Albert Einstein și-a formulat teoria relativității generale, el și-a îndreptat atenția spre problema orbitei lui Mercur și a descoperit că teoria lui adăuga o corecție ce rezolva discrepanța. A fost prima oară când s-a arătat că teoria lui Newton este mai imprecisă decât o alta.
De atunci, relativitatea generală a devenit recunoscută drept teoria ce explică cel mai bine gravitație. În această teorie, gravitația nu este văzută ca forță, ci ca mișcarea liberă a obiectelor în câmpuri gravitaționale în virtutea inerției lor pe linii drepte într-un spațiu-timp curbat–definite ca cea mai scurtă cale prin spațiu-timp între două evenimente din spațiu-timp. Din perspectiva obiectului, toată mișcarea are loc ca și cum nu ar exista gravitație. Doar observând mișcarea în sens global, se poate observa curbura spațiu-timpului și forța apare din calea curbă a corpului. Astfel, linia dreaptă prin spațiu-timp este văzută ca o linie curbă în spațiu, și este denumită traiectorie balistică a obiectului. De exemplu, o minge de baschet aruncată de pe pământ descrie o parabolă, deoarece se află într-un câmp gravitațional. Traiectoria sa în spațiu-timp (când se adaugă dimensiunea suplimentară {\displaystyle ct}) este o linie aproape dreaptă, ușor curbată (cu raza de curbură de ordinul anilor lumină). Derivata în timp a impulsului unui obiect este denumită forță gravitațională.

### Forțele electromagnetice
Forța electrostatică a fost descrisă pentru prima oară în 1784 de către Coulomb ca o forță ce există intrinsec între două sarcini electrice. Forța electrostatică avea proprietatea că varia cu o lege invers pătratică, pe direcții radiale, era atât de atragere cât și de respingere (exista polaritate intrinsecă), era independentă de masa obiectelor încărcate electric, și respecta legea superpoziției. Legea lui Coulomb a unificat toate aceste observații într-o singură afirmație succintă.
Matematicienii și fizicienii din anii următori au descoperit ideea de câmp electric, ca una utilă în determinarea forței electrostatice ce acționează asupra unei sarcini electrice în orice punct din spațiu. Noțiunea de câmp electric se bazează pe o sarcină de probă ipotetică aflată oriunde în spațiu. Folosind legea lui Coulomb, se determină forța electrostatică. Astfel, câmpul electric oriunde în spațiu este definit astfel:
{\displaystyle {\vec {E}}={{\vec {F}} \over {q}}}
unde {\displaystyle q} este sarcina electrică de probă.
Între timp, s-a descoperit forța Lorentz din magnetism, o forță ce există între doi curenți electrici. Această forță are același caracter ca legea lui Coulomb, cu deosebirea că curenții similari se atrag, iar cei diferiți se resping. Ca și câmpul electric, câmpul magnetic poate fi utilizat pentru a determina forța magnetică a unui curent electric în orice punct din spațiu. În acest caz, inducția magnetică a câmpului este dată de relația:
{\displaystyle B={F \over {I\ell }}}
unde {\displaystyle I} este curentul de test ipotetic și {\displaystyle \ell } este lungimea firului ipotetic prin care trece curentul. Câmpul magnetic exercită o forță asupra tuturor dipolilor magnetici, inclusiv, de exemplu, magneții folosiți în busole. Câmpul magnetic terestru este aliniat aproape de orientarea axei de rotație a Pământului și aceasta determină acul magnetic al busolei să se orienteze pe direcția forței magnetice.
Combinând definiția curentului electric ca viteza de modificare a sarcinii electrice, se obține legea lui Lorentz, o regulă pe bază de produs vectorial ce descrie forța ce acționează asupra unei sarcini electrice ce se deplasează într-un câmp magnetic. Conexiunea între electricitate și magnetism permite descrierea unei forțe unificate electromagnetice ce acționează asupra unei sarcini. Această forță poate fi scrisă ca sumă a forței electrostatice (a câmpului electric) și a forței magnetice (dată de câmpul magnetic). Legea completă are enunțul:
{\displaystyle {\vec {F}}=q({\vec {E}}+{\vec {v}}\times {\vec {B}})}
unde {\displaystyle {\vec {F}}} este forța electromagnetică, {\displaystyle q} este sarcina particulei, {\displaystyle {\vec {E}}} este câmpul electric, {\displaystyle {\vec {v}}} este viteza particulei, înmulțită vectorial cu vectorul inducție magnetică ({\displaystyle {\vec {B}}}).
Originea câmpurilor electrice și magnetice a fost explicată complet doar în 1864 când James Clerk Maxwell a unificat mai multe teorii anterioare într-un set de patru ecuații. Aceste ecuații ale lui Maxwell descriu complet sursa câmpurilor ca fiind sursele staționare și în mișcare, și interacțiunile între câmpuri. Aceasta l-a ajutat pe Maxwell să descopere că cele două câmpuri, electric și magnetic se generează singure printr-un mecanism de undă, ce se deplasează cu o viteză pe care el a calculat-o ca fiind egală cu cea a luminii. Această observație a unificat domeniile teoriei electromagnetice și opticii și a dus direct la o descriere completă a spectrului electromagnetic.
Totuși, tentativa de a reconcilia teoria electromagnetică cu două observații, și anume efectul fotoelectric și inexistența catastrofei ultraviolete, s-a dovedit problematică. Prin eforturile fizicienilor teoreticieni, s-a dezvoltat o nouă teorie a electromagnetismului cu ajutorul mecanicii cuantice. Această ultimă modificare adusă teoriei electromagnetice a condus în cele din urmă la electrodinamica cuantică, teorie care descrie toate fenomenele electromagnetice ca fiind mijlocite de particule-unde denumite fotoni. În electrodinamica cuantică, fotonii sunt particula purtătoare fundamentală, care descrie toate interacțiunile legate de electromagnetism, inclusiv forța electromagnetică.
Adesea, în mod greșit, rigiditatea solidelor este atribuită respingerii sarcinilor de același semn sub influența forței electromagnetice. Aceste caracteristici rezultă, în realitate, din principiul de excluziune al lui Pauli. Deoarece electronii sunt fermioni, ei nu pot ocupa aceeași stare cuantică în același timp cu alți electroni. Când electronii dintr-un material sunt presați împreună, nu există suficiente stări cuantice de energie joasă pentru a fi ocupate de toți, deci unii dintre ei trebuie să rămână în stări de energie superioară. Aceasta înseamnă că este nevoie de energie ca ei să fie strânși împreună. Deși acest efect se manifestă macroscopic ca o „forță” structurală, aceasta este, de fapt, doar rezultatul existenței unui set finit de stări pentru electroni.

### Forțele nucleare
Există două forțe nucleare care sunt descrise ca interacțiuni ce au loc în teoriile cuantice din fizica particulelor. Forța nucleară tare este forța responsabilă cu menținerea integrității structurale a nucleelor atomice în vreme ce forța nucleară slabă este răspunzătoare pentru dezagregarea anumiților nucleoni în leptoni și în alte tipuri de hadroni.
Forța tare reprezintă interacțiunile între quarkuri și gluoni, descrise în teoria cromodinamicii cuantice. Forța tare este forța fundamentală mijlocită de gluoni, și care acționează asupra quarkurilor, antiquarkurilor, și asupra gluonilor înșiși. Interacțiunea tare este cea mai puternică dintre cele patru forțe fundamentale.
Forța tare acționează direct doar asupra particulelor elementare. O componentă a acestei forțe este însă observată și între hadroni (cel mai cunoscut exemplu fiind forța ce acționează între nucleoni în cadrul nucleului atomic) ca forță nucleară. Aici, forța tare acționează indirect, transmisă sub formă de gluoni, care fac parte din mezonii virtuali π și ρ, care transmit forța nucleară. Eșecul căutărilor quarkurilor libere a arătat că particulele elementare afectate nu sunt observabile direct. Acest fenomen se numește confinement.
Forța slabă este datorată schimbului de bozoni W și Z, particule masive. Cel mai cunoscut efect al ei îl reprezintă dezintegrarea beta (a neutronilor din nucleele atomice) și fenomenele de radioactivitate asociate acesteia. Numele de slabă provine de la faptul că intensitatea câmpului este de aproximativ 1013 ori mai mică decât a câmpului unei forțe tari. Chiar și așa, ea este mai puternică decât gravitația pe distanțe scurte. A fost dezvoltată și o teorie a interacțiunii electroslabe, care arată că forțele electromagnetice și forța slabă sunt identice la temperaturi de aproximativ 1015 Kelvin. Asemenea temperaturi au fost testate în acceleratoarele moderne de particule și arată starea universului în primele momente ale Big Bangului.

## Forțe nefundamentale
Unele forțe sunt consecințe ale forțelor fundamentale, dar au nevoie de modele idealizate pentru a fi înțelese în profunzime și folosite în aplicații.

### Forța normală

F_{N} reprezintă forța normală exercitată asupra obiectelor.

Forța normală este forța de respingere între atomii aflați în contact strâns. Când norii de electroni ai atomilor aflați în apropiere se suprapun, respingerea Pauli (cauzată de natura de fermioni a electronilor) are ca rezultat forța ce acționează normal la suprafața de contact între două obiecte. Forța normală, de exemplu, este responsabilă pentru integritatea structurală a meselor și clădirilor, și este forța ce răspunde atunci când o forță exterioară apasă un obiect solid. Un exemplu de forță normală în acțiune este la impactul unui obiect pe o suprafață fixă.

### Frecarea
Frecarea este o forță ce se opune mișcării. Forța de frecare este legată direct de forța normală ce acționează pentru a păstra două corpuri solide separate în punctul de contact. Există două clasificări largi ale forțelor de frecare: frecarea statică și frecarea cinetică.
Forța de frecare statică ({\displaystyle F_{\mathrm {fs} }}) se opune forțelor aplicate asupra unui corp pe o direcție paralelă cu o suprafață de contact, și le echilibrează pe acestea, până la o limită specificată de coeficientul de frecare statică ({\displaystyle \mu _{\mathrm {fs} }}) înmulțit cu forța normală ({\displaystyle F_{N}}). Cu alte cuvinte, modulul forței de frecare statică satisface inegalitatea:
{\displaystyle 0\leq F_{\mathrm {fs} }\leq \mu _{\mathrm {fs} }F_{\mathrm {N} }}.
Forța de frecare cinetică ({\displaystyle F_{\mathrm {fc} }}) este independentă de forțele aplicate și de mișcarea obiectului. Astfel, modulul acestei forțe este:
{\displaystyle F_{\mathrm {fc} }=\mu _{\mathrm {fc} }F_{\mathrm {N} }},
unde {\displaystyle \mu _{\mathrm {fc} }} este coeficientul de frecare cinetică. Pentru majoritatea suprafețelor, coeficientul de frecare cinetică este mai mic decât cel de frecare statică.

### Mecanica continuumului

Când rezistența aerului devine egală în modul cu forța gravitației ce acționează asupra unui obiect în cădere, acesta ajunge într-o stare de echilibru dinamic la o viteză terminală.

Legile lui Newton și mecanica clasică în general au fost dezvoltate la început pentru a descrie modul în care forțele afectează particule punctiforme idealizate, și nu obiecte tridimensionale. Dar, în realitate, materia are o structură extinsă și forțele ce acționează într-o parte a unui obiect ar putea afecta alte părți ale obiectului. Pentru situațiile în care structura ce ține atomii unui corp împreună poate curge, se poate contracta, extinde sau schimba forma, teoriile mecanicii continuumului descriu modul în care forțele afectează materialul. De exemplu, în fluide, diferențele de presiune au ca efect forțe pe direcția gradientului presiunii, după cum urmează:
{\displaystyle {\frac {\vec {F}}{V}}=-{\vec {\nabla }}P}
unde {\displaystyle V} este volumul corpului din fluid și {\displaystyle P} este funcția scalară ce descrie presiunea în toate punctele din spațiu. Gradienții și derivatele presiunii au ca efect forța arhimedică în fluidele aflate în câmpuri gravitaționale, vânturile în atmosferă, și portanța asociată cu aerodinamica și cu zborul.
Un exemplu de astfel de forță asociată cu presiunea dinamică este rezistența fluidelor: o forță ce se opune mișcării unui corp solid printr-un fluid din cauza viscozității. Pentru așa-numita rezistență Stokes, forța este aproximativ proporțională cu viteza, dar de sens contrar:
{\displaystyle {\vec {F}}_{\mathrm {d} }=-b{\vec {v}}\,}
unde:
{\displaystyle b} este o constantă ce depinde de proprietățile fluidului și de dimensiunile corpului (de obicei, de aria secțiunii transversale), și
{\displaystyle {\vec {v}}} este viteza corpului.
Formal, forțele din mecanica continuumului sunt complet descrise de un tensor al tensiunilor, în termeni definiți în general de
{\displaystyle \sigma ={\frac {F}{A}}}
unde {\displaystyle A} este aria secțiunii transversale relevantă pentru volumul pentru care se calculează tensorul. Acest formalism include termeni de presiune asociați cu forțe ce acționează normal pe aria secțiunii transversale (diagonala tensorului) ca și termeni legați de forfecare, termeni asociați cu forțe ce acționează paralel cu secțiunea transversală (elementele din afara diagonalei). Tensorul tensiunilor explică forțele ce cauzează deformări, atât întinderi, cât și comprimări.

### Forța de întindere
Forțele de întindere pot fi modelate folosind fire ideale, fără masă, fără frecări, care nu se rup și nu se întind. Pot fi combinate cu scripeți ideali, ce permit firelor ideale să schimbe direcția forțelor. Firele ideale transmit forțele de întindere instantaneu în perechi acțiune-reacțiune astfel încât dacă două corpuri sunt legate de un fir ideal, orice forță pe direcția firului exercitată de primul obiect este însoțită de o forță de-a lungul firului în direcția opusă exercitată de al doilea obiect. Legând același fir de mai multe ori de același obiect cu ajutorul unei structuri cu scripeți în mișcare, forța de întindere poate fi multiplicată. Pentru fiecare fir care acționează asupra unui corp, un alt factor al forței de întindere din fir acționează asupra corpului. Totuși, deși astfel de mecanisme permit o creștere a forței, există o creștere corespunzătoare în lungimea firului ce trebuie dislocată pentru a mișca corpul. Aceste efecte combinate au ca efect conservarea energiei mecanice, deoarece lucrul mecanic efectuat asupra corpului este același indiferent de cât complicat este mecanismul.

### Forța elastică

F_{k} este forța care răspunde greutății corpului prins de resort.

O forță elastică acționează în direcția aducerii unui resort la lungimea sa inițială. Un resort ideal este considerat fără masă, fără frecări, nu se rupe, și se poate întinde oricât de mult. Aceste resorturi exercită forțe ce se opun contractării și întinderii resortului, proporțional cu distanța pe care este deplasat față de poziția de echilibru. Această relație liniară a fost descrisă de Robert Hooke în 1676, după care  a fost denumită legea lui Hooke. Dacă {\displaystyle \Delta x} este deplasarea resortului, forța exercitată de un resort ideal este:
{\displaystyle {\vec {F}}=-k\Delta {\vec {x}}}
unde {\displaystyle k} este constanta resortului. Semnul minus explică tendința forței elastice de a acționa în opoziție față de forța aplicată.

### Forța centripetă
Pentru un corp accelerat în mișcare circulară, forța neechilibrată ce acționează asupra unui corp este:
{\displaystyle {\vec {F}}=-{\frac {mv^{2}{\hat {r}}}{r}}}
unde {\displaystyle m} este masa corpului, {\displaystyle v} este viteza lui și {\displaystyle r} este distanța față de centrul traiectoriei circulare și {\displaystyle {\hat {r}}} este versorul îndreptat în direcție radială spre exterior. Aceasta înseamnă că forța centripetă neechilibrată simțită de orice corp este întotdeauna îndreptată spre centrul de curbură al traiectoriei. Asemenea forțe acționează perpendicular pe vectorul viteză asociat cu mișcarea unui corp, și deci nu modifică modulul vitezei obiectului, ci doar direcția acesteia. Forța neechilibrată ce accelerează un corp poate fi rezolvată într-o componentă perpendiculară pe traiectorie și una tangentă la traiectorie. Astfel se obține forța tangențială ce accelerează obiectul fie mărindu-i viteza, fie micșorându-i-o, și forța radială (centripetă), care îi modifică direcția.

### Pseudoforțe
Există forțe care depind de sistemul de referință, adică apar din cauza adoptării unor sisteme de referință neinerțiale. Asemenea forțe sunt forța centrifugă și forța Coriolis. Aceste forțe sunt considerate fictive, deoarece nu există în sisteme de referință neaccelerate.
În teoria relativității generale, gravitația devine și ea o pseudoforță ce apare în situații în care spațiu-timpul deviază de la o geometrie liniară. Ca extensie, teoria Kaluza-Klein și teoria coardelor asociază electromagnetismul și alte forțe fundamentale respectiv curburii diferitelor dimensiuni, ceea ce ar implica în cele din urmă că toate forțele sunt pseudoforțe.

## Rotația și momentul forței

Relația între vectorii forță (F), momentul forței (τ), impuls (p) și moment cinetic (L) într-un sistem în rotație.

Forțele care cauzează corpurile să se rotească sunt asociate cu noțiunea de moment al forței. Matematic, momentul unei particule este definit ca produsul vectorial:
{\displaystyle {\vec {\tau }}={\vec {r}}\times {\vec {F}}}
unde
{\displaystyle {\vec {r}}} vectorul de poziție a poziției, relativ la un pivot (brațul forței)
{\displaystyle {\vec {F}}} forța ce acționează asupra particulei.
Momentul forței este echivalentul forței în sistemele în rotație, în același fel în care unghiul este echivalentul poziției în sistemele în rotație, viteza unghiulară al vitezei, și momentul cinetic al impulsului. Tratarea formală a legilor lui Newton, aplicată acolo forțelor, se aplică echivalent și momentului. Astfel, ca o consecință a primei legi de mișcare a lui Newton, există inerție de rotație care asigură că toate corpurile își păstrează momentul cinetic dacă nu acționează asupra lor un moment al forței neechilibrat. Similar, se poate utiliza a doua lege a mișcării a lui Newton pentru a calcula o definițîe alternativă a momentului:
{\displaystyle {\vec {\tau }}=I{\vec {\alpha }}}
unde
{\displaystyle I} este momentul de inerție al particulei
{\displaystyle {\vec {\alpha }}} este accelerația unghiulară a particulei.
Aceasta furnizează o definiție a momentului de inerție, care este echivalentul masei în mișcarea de rotație. În mecanica mai avansată, momentul de inerție acționează ca un tensor care, când se analizează corect, determină complet caracteristicile de rotație, inclusiv precesia și nutația.
Echivalent, forma diferențială a celei de-a doua legi a lui Newton dă o definiție alternativă a momentului forței:
{\displaystyle {\vec {\tau }}={\frac {\mathrm {d} {\vec {L}}}{\mathrm {dt} }},}
unde {\displaystyle {\vec {L}}} este momentul cinetic al particulei.
Conform celei de-a treia legi a lui Newton, toate corpurile cărora li se aplică un moment al forței răspund cu un moment egal și de sens contrar, ceea ce implică direct conservarea momentului cinetic pentru sistemele închise în care au loc rotații și revoluții prin intermediul momentelor interne.

## Integrale cinematice
Forța poate fi utilizată pentru a defini mai multe concepte fizice, prin integrare în raport cu diverse variabile cinematice. De exemplu, integrarea în raport cu timpul produce o definiție a diferenței de impuls:
{\displaystyle {\vec {\Delta p}}=\int _{t_{1}}^{t_{2}}{{\vec {F}}\mathrm {d} t}}
Integrând în raport cu poziția, se obține o definiție a lucrului mecanic efectuat de o forță:
{\displaystyle W=\int _{{\vec {x}}_{1}}^{{\vec {x}}_{2}}{{\vec {F}}\cdot {\mathrm {d} {\vec {x}}}}}
care este echivalent cu variația de energie cinetică.
Puterea P este viteza de modificare {\displaystyle {\frac {dW}{dt}}} a lucrului mecanic W, pe măsură ce traiectoria este descrisă printr-o modificare a poziției {\displaystyle {\text{d}}{\vec {x}}\,} în intervalul de timp dt:
{\displaystyle {\text{d}}W\,=\,{\frac {{\text{d}}W}{{\text{d}}{\vec {x}}}}\,\cdot \,{\text{d}}{\vec {x}}\,=\,{\vec {F}}\,\cdot \,{\text{d}}{\vec {x}},\qquad {\text{ deci }}\quad P\,=\,{\frac {{\text{d}}W}{{\text{d}}{\vec {x}}}}\,\cdot \,{\frac {{\text{d}}{\vec {x}}}{{\text{d}}t}}\,=\,{\vec {F}}\,\cdot \,{\vec {v}},}
cu {\displaystyle {\vec {v}}={\text{d}}{\vec {x}}/{\text{d}}t} fiind viteza.

## Energia potențială
În loc de forță, adesea se poate folosi conceptul matematic înrudit de câmp de energie potențială. De exemplu, forța gravitațională ce acționează asupra unui obiect poate fi văzută ca acțiune a câmpului gravitational prezent în poziția obiectului. Reformulând matemtic definiția energiei (cu ajutorul definiției lucrului mecanic), un câmp scalar de potențial {\displaystyle U({\vec {r}})} este definit ca fiind câmpul al cărui gradient este egal și de sens contrar forței produse în fiecare punct:
{\displaystyle {\vec {F}}=-{\vec {\nabla }}U.}
Forțele pot fi clasificate în conservative și neconservative. Spre deosebire de forțele neconservative, cele conservative sunt echivalente cu gradientul unui potențial.

### Forțe conservative
O forță conservativă ce acționează asupra unui sistem închis efectuează un lucru mecanic, prin care energia este convertită doar între formele cinetică și potențială. Aceasta înseamnă că, pentru un sistem închis, energia mecanică totală se conservă întotdeauna când o forță conservativă acționează asupra sistemului. Deci forța este legată direct de diferența de energie potențială dintre două locuri din spațiu, și poate fi considerată o mărime caracteristică a câmpului potențial, la fel cum direcția și debitul de curgere a unui râu poate fi considerată a fi o mărime caracteristică a unei zone cu relief denivelat.
Forțe conservative sunt gravitația, forța electromagnetică, și forța elastică. Fiecare astfel de forțe au modele dependente de o poziție dată adesea sub formă de vector radial {\displaystyle {\vec {r}}} centrat într-un potențial cu simetrie sferică. Astfel de exemple sunt:
Pentru gravitație:
{\displaystyle {\vec {F}}=-{\frac {Gm_{1}m_{2}{\vec {r}}}{r^{3}}}}
unde {\displaystyle G} este constanta gravitațională, iar {\displaystyle m_{n}} este masa obiectului n.
Pentru forțele electrostatice:
{\displaystyle {\vec {F}}={\frac {q_{1}q_{2}{\vec {r}}}{4\pi \epsilon _{0}r^{3}}}}
unde {\displaystyle \epsilon _{0}} este permitivitatea electrică a vidului, iar {\displaystyle q_{n}} este sarcina electrică a obiectului n.
Pentru forțele elastice:
{\displaystyle {\vec {F}}=-k{\vec {r}}}
unde {\displaystyle k} este constanta elastică a resortului.

### Forțe neconservative
În anumite contexte fizice, forțele nu pot fi modelate ca fiind datorate gradientului unui potențial. Aceasta se datorează adesea considerațiilor macrofizice în care apar forțe ca medie statistică macroscopică a unor microstări. De exemplu, cauzele frecării sunt la nivel de atomi, dar frecarea se manifestă ca o forță independentă de orice vector macroscopic de poziție. Forțe neconservative sunt forța de frecare, dar și forțele de contact, forța de întindere și rezistența la mișcare a aerului. Totuși, pentru orice descriere suficient de detaliată, toate aceste forțe sunt rezultatul forțelor conservative deoarece toate aceste forțe macroscopice sunt rezultat net al gradienților potențialelor microscopice.
Legătura între forțele macroscopice neconservative și forțele microscopice conservative este descrisă prin tratarea detaliată cu ajutorul mecanică statistică. În sistemele macroscopice închise, forțele neconservative acționează pentru a modifica energia internă a sistemului, și sunt adesea asociate cu transferul de căldură. Conform celui de-al doilea principiu al termodinamicii, forțele neconservative au neapărat ca rezultat transformări ale energiei din sistemele închise de la forme mai ordonate la forme mai neordonate, pe măsură ce entropia crește.

## Unități de măsură
În Sistemul Internațional, unitatea de măsură pentru forță este newtonul (simbolizat N), definit ca fiind forța necesară pentru a imprima unei mase de un kilogram o accelerație de un metru pe secundă la pătrat, sau kg·m·s−2. Unitatea corespunzătoare în sistem CGS este dina, definită ca fiind forța necesară pentru a accelera o masă de un gram cu un centimetru pe secundă la pătrat, sau g·cm·s−2. Un newton este, deci, egal cu 100.000 dine.
Unitatea de măsură în sistemul britanic picior-livră-secundă este livra-forță (lbf), definită ca fiind forța exercitată de gravitație asupra unei mase de o livră într-un câmp gravitațional standard de 9,80665 m·s−2. Livra-forță dă o unitate alternativă și pentru masă: un slug este masa care este accelerată cu un picior pe secundă la pătrat atunci când asupra sa acționează o forță de o livră-forță.
O altă unitate de măsură de sorginte britanică, în sistemul fps absolut, este poundal, definit ca forța necesară pentru a accelera o masă de o livră cu un picior pe secundă la pătrat. Unitățile pentru slug și poundal sunt gândite pentru a evita folosirea unei constante de proporționalitate în a doua lege a lui Newton.
Și în sistemul metric există o unitate asemănatoare livrei-forță, dar folosită mai rar decât newtonul: kilogramul-forță (kgf), definit ca forța exercitată de câmpul gravitațional standard asupra unei mase de un kilogram. Kilogramul-forță duce la definirea unei unități de masă folosită și ea foarte rar: un slug metric este masa accelerată cu 1 m·s−2 atunci când este supusă unei forțe de 1 kgf. Kilogramul-forță nu face parte din sistemul internațional modern, fiind folosită doar uneori, pentru exprimarea forței în motoarele cu reacție, a forței din spițele roților de bicicletă, reglajelor cheilor dinamometrice și a momentului generat de unele motoare.
| | newton (unitate SI) | dină          | kilogram-forță   | livră-forță       | poundal           |
| --- | ------------------- | ------------- | ---------------- | ----------------- | ----------------- |
| 1 N | ≡ 1 kg·m/s²         | = 105 dine    | ≈ 0.10197 kp     | ≈ 0.22481 lbf     | ≈ 7.2330 pdl      |
| 1 dină | = 10−5 N            | ≡ 1 g·cm/s²   | ≈ 1.0197×10−6 kp | ≈ 2.2481×10−6 lbf | ≈ 7.2330×10−5 pdl |
| 1 kp | = 9.80665 N         | = 980665 dine | ≡ gn·(1 kg)      | ≈ 2.2046 lbf      | ≈ 70.932 pdl      |
| 1 lbf | ≈ 4.448222 N        | ≈ 444822 dine | ≈ 0.45359 kp     | ≡ gn·(1 lb)       | ≈ 32.174 pdl      |
| 1 pdl | ≈ 0.138255 N        | ≈ 13825 dine  | ≈ 0.014098 kp    | ≈ 0.031081 lbf    | ≡ 1 lb·ft/s²      |
| Valoarea accelerației gravitaționale standard ({\displaystyle g_{n}}) utilizată în definiția oficială a kilogramului-forță este utilizată aici pentru toate unitățile a căror definiție implică gravitația. |                     |               |                  |                   |                   |